# Tripode

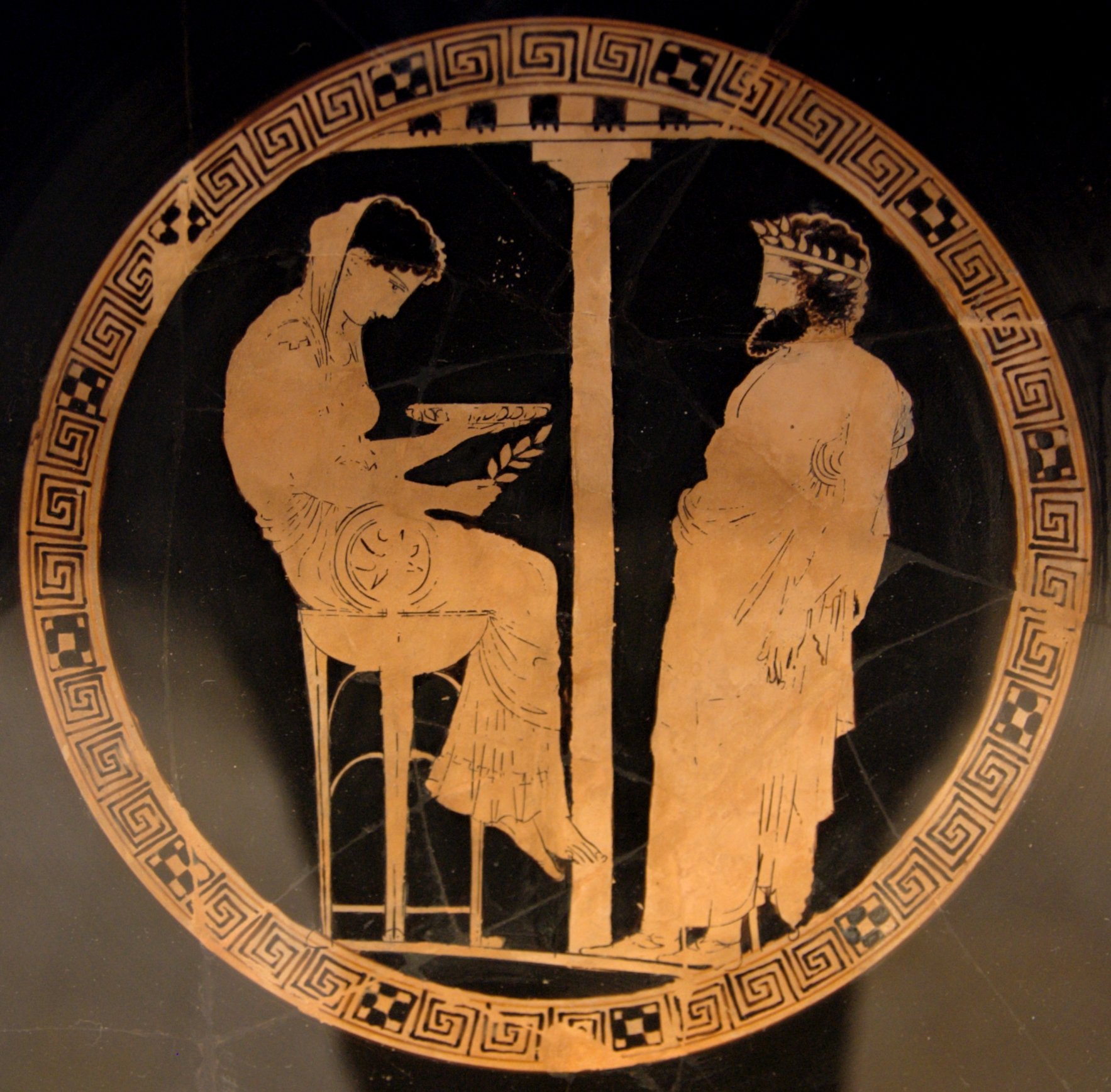
Egeo consulta la Pizia, assisa sul bacile del tripode nell'unica raffigurazione dell'epoca. Un'iscrizione sulla coppa identifica la Pizia come Temi. Tondo di una kylix attica a figure rosse, (440-430 a.C.), del pittore Kodros. Antikensammlung (Berlin Mus. 2538) - Berlino

Il tripode (in greco antico: τρίπους?, trípous, da τρι- = tre e πούς = piede) era nell'antica Grecia un recipiente a tre piedi che si poneva sul fuoco per scaldare l'acqua. I tripodi venivano offerti come dono agli dei (il "tripode sacrificale" era un particolare tipo di altare), agli ospiti e agli atleti vittoriosi.
Avevano grandi varietà di forme, ma tutti avevano la caratteristica di poggiare su tre piedi. In genere, erano forniti di «orecchie», una sorta di anelli che servivano da maniglie e, a volte, di una piantana centrale di sostegno che si aggiungeva alle tre gambe.

## Il tripode nel mondo omerico ed esiodeo
In Omero ricorrono frequenti menzioni all'offerta del tripode in segno di ospitalità o di elogio o quale premio ai vincitori degli agoni atletici.
La funzione premiale non era limitata alle sole competizioni atletiche ma si estendeva anche agli agoni poetici. Ce lo testimonia Esiodo, in un suo famoso passo, quando ci narra che, traversato l'Euripe in cerca di gloria, ottenne, grazie a un inno, la vittoria di un «tripode orecchiuto» da lui poi consacrato alle Muse elicone, sue maestre nell'arte poetica. Sono costumi che, come vedremo, si trasmetteranno anche ad epoche successive. Ma sappiamo anche di tripodi finemente decorati o recanti iscrizioni, destinati ad offerte dedicatorie agli dei anche autonomamente da contesti competitivi.

## Il tripode delfico
Il tripode più famoso era quello dell'oracolo di Delfi, sul quale sedeva la Pizia durante la rivelazione dei responsi oracolari. La seduta era una lastra circolare posta sulla sommità del tripode, su cui, in sua assenza, era adagiato un rametto di alloro, associato ad Apollo, a significare la consacrazione dell'oggetto al dio.
Il mito di Eracle che contende il tripode ad Apollo compare sulle pitture vascolari in epoca più antica rispetto alle prime manifestazioni letterarie scritte. Raffigurazioni vascolari con il motivo mitico della contesa del Tripode appaiono nello stile geometrico, ma la sicura identificazione dei due contendenti nella coppia Eracle-Apollo diviene certa solo a partire dal VI secolo a.C.
Il tripode delfico è il simbolo della polis magno-greca di Kroton, in quanto la tradizione antica vuole che la città sia stata fondata da coloni Achei dopo il responso della Pizia, ed in quanto tale rappresentato sulle monete della zecca krotoniate; ma vi è anche l'ipotesi che si tratti di un'offerta votiva dopo la vittoria sul fiume Traente su Sybaris. Dal 1903 è stato assunto come unico simbolo grafico nello stemma della città contemporanea di Crotone.

## Il tripode di Platea

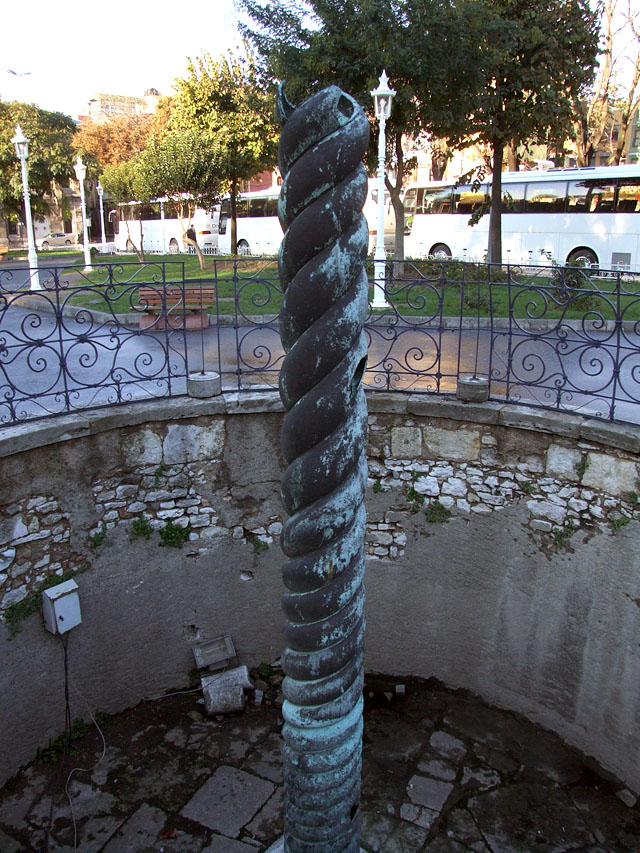
Le vestigia del tripode di Platea.

Famoso era anche il tripode di Platea, legato alla omonima vittoriosa battaglia, realizzato con la decima parte del bottino sottratto allo sconfitto esercito persiano. Consisteva in un bacile d'oro, sostenuto da un serpente bronzeo a tre teste (o tre serpenti intrecciati), sulle cui spire era incisa una lista delle poleis che avevano avuto parte nella guerra contro i persiani. Il bacile d'oro fu trafugato dai Focesi durante la guerra sacra mentre il supporto tripodale fu rimosso dall'imperatore Costantino e traslato a Costantinopoli, dove, quantunque danneggiato e privo delle teste dei serpenti, una delle quali si trova nel museo archeologico di Istanbul, è ancora visibile nell'Atmeidan, l'Ippodromo di Costantinopoli. L'iscrizione, tuttavia, è stata recuperata nella sua quasi interezza.

## Gli agoni drammatici

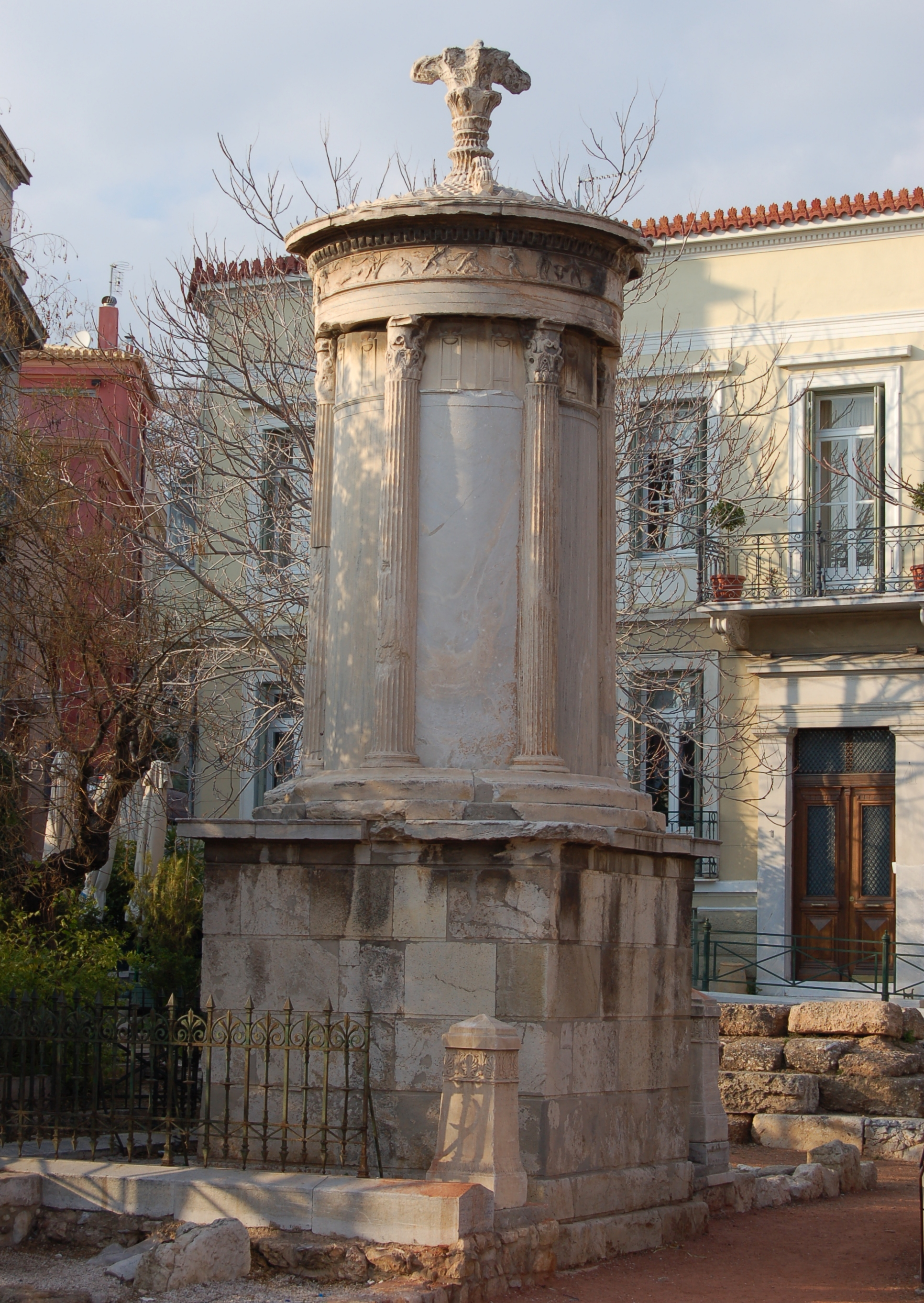
Il Monumento di Lisicrate, ad Atene.

I tripodi, come detto, continuarono ad assolvere una funzione premiale nei contesti agonali, come ad esempio nelle Dionisie, gli agoni drammatici in onore di Dioniso: il corego vincente, un facoltoso cittadino ateniese che si faceva carico della spesa di scritturazione e addestramento del coro, riceveva in premio una corona e un tripode che poi, alla maniera di Esiodo, avrebbe dedicato a qualche dio o installato su una base di marmo eretta in forma di piccola tholos. Questi monumenti, in gran numero, andarono ad affollare un quartiere di Atene, chiamato per questo la strada dei tripodi.
Una di queste costruzioni, il monumento coregico eretto da Lisicrate per commemorare la vittoria in un agone drammatico nel 335 a.C., è visibile ancor oggi ma il disegno del tripode sommitale, ora mancante, è stato variamente immaginato dagli studiosi fin dal XVIII secolo.

## Connessioni con pratiche oracolari e sciamaniche
Si è sostenuto, da parte di alcuni studiosi, che l'uso del tripode dedicatorio fosse molto antico e che fosse anche associato con gli oracoli e l'oltretomba. Lo si è congetturato specialmente per via della tradizione sull'oracolo delfico, in cui la Pizia viene descritta, durante lo svelamento oracolare, come se fosse posseduta da una sorta di trance indotta da vapori provenienti da una cavità del sottosuolo.
Lo studioso Martin Litchfield West individua nella sibilla delfica molti tratti in comune con le pratiche sciamaniche, probabile retaggio di pratiche provenienti dall'Asia centrale. Cita ad esempio l'uso di profetizzare in posizione stante su un bacile retto da un tripode, lo stato di trance estatica, le espressioni inintelligibili.
Secondo Erodoto, i tripodi di vittoria non venivano portati via dall'area del santuario ma lasciati invece sul posto per consacrazione.

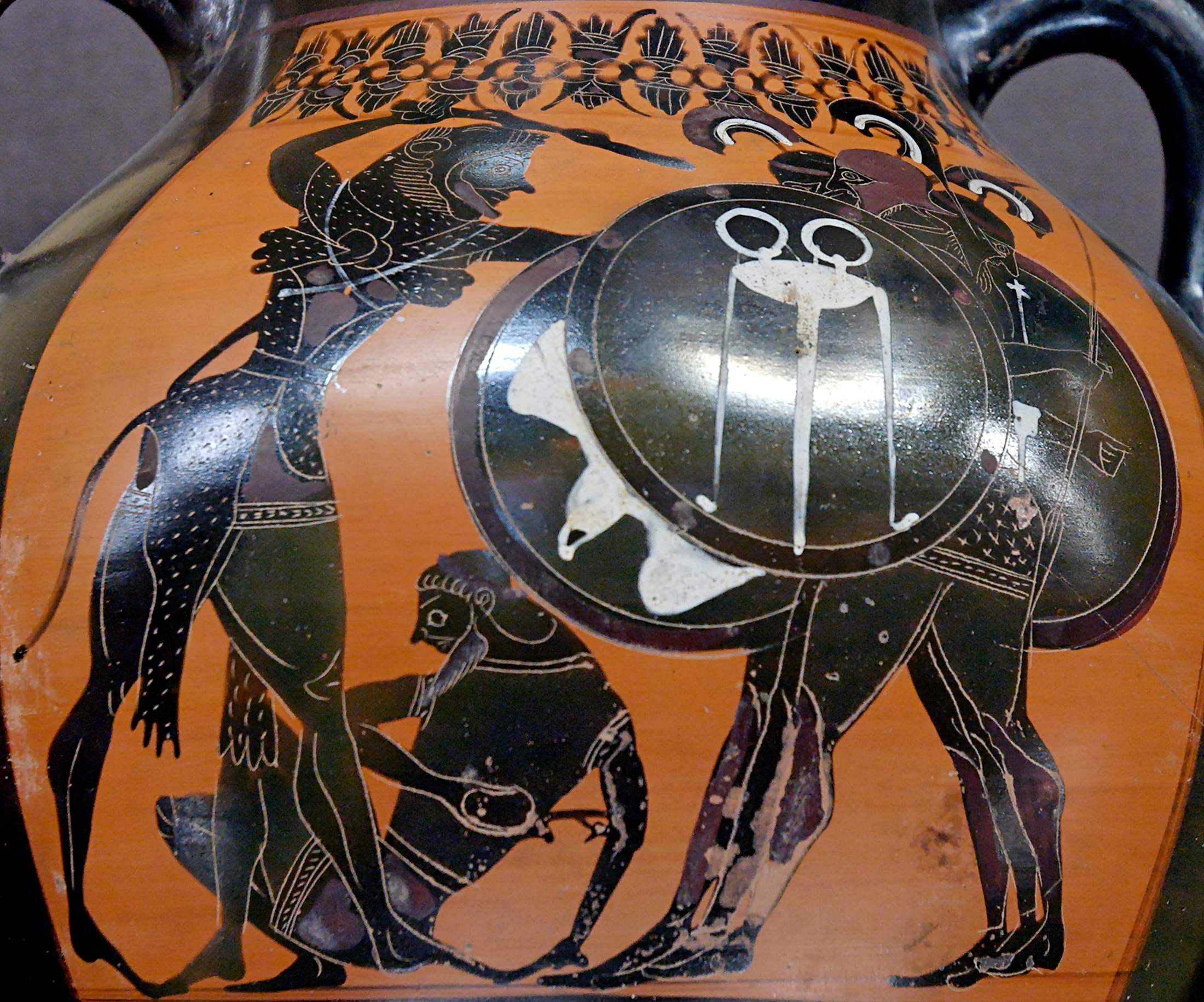
Il tripode sullo scudo di Gerione in combattimento con Eracle. Anfora attica a figure nere dal Louvre (ca. 540 a.C.)
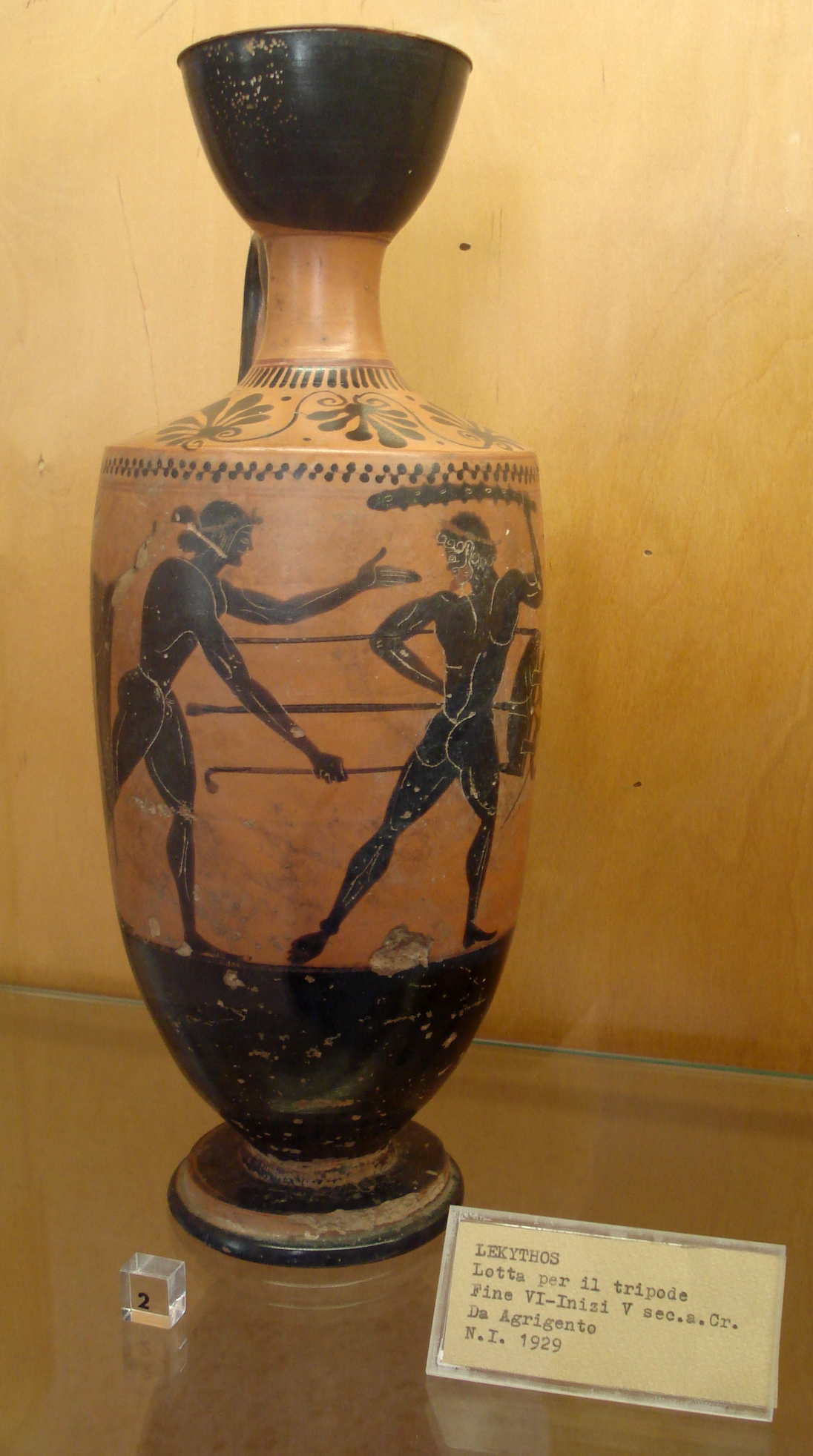
Il motivo della contesa del tripode tra Eracle e Apollo in una Lekythos a figure nere (sec. VI-V a.C.), da Agrigento. Museo archeologico regionale di Palermo

## Citazioni
Si raggruppano in questa sezione, per non appesantire il testo, le citazioni cui si riferiscono le note:
(Esiodo, Le opere e i giorni, 650-662, traduzione di Graziano Arrighetti)
(Erodoto, Storie, I, 92 e 144)
(Erodoto, Storie, V, 59-61)